# Nyitott szívvel – szeretet és könyörületesség gyakorlása a mindennapokban
A Nyitott szívvel – szeretet és könyörületesség gyakorlása mindennapokban (eredeti címe: An Open Heart – Practicing Compassion in Everyday Life) című könyv a buddhizmus alapszintű megértését segíti, amelyet kiegészít néhány fontos módszer, amelyet a buddhista gyakorlók követnek, hogy fejlesszék az együttérzést és a bölcsességet az életükben. A meditációs technikákat nem kizárólag a buddhisták számára ajánlja a szerző, amelyet fontosnak tart kiegészíteni erőkifejtéssel és motivációval az egyén saját spirituális útján.. A könyv a 14. dalai láma, Tendzin Gyaco 1999-es előadásai alapján állította össze Nicholas Vreeland.
Az utószót Khyongla Rato és Richard Gere írta.

## Tartalma
A bevezető fejezet a dalai láma 1999-es beszédének egy részlete, amelyet a New York-i Central Parkban tartott 200 000 ember számára. Ebben közvetlenül és egyszerűséggel tárja fel az emberek egymás felé mutatandó tiszteletének személyes és globális fontosságát, illetve bemutatja, miképp alakítható át a büszkeség és a harag alázatossággá és szeretetté. A dalai láma közérthető és humorral átszőtt hangulat mellett igyekszik rámutatni, miképp lehetünk együtt érzőbbek másokkal. Megjegyzi például, hogy hasznos dolog mindenkiben találni valami csodálatraméltót, és nincs rá semmi szükségünk, hogy mások negatív tulajdonságait kutassuk. Az utálatos, mindig goromba szomszéd kigúnyolása helyett kedvesen mosolyoghatunk is rá, miközben együtt érzően sajnáljuk. Hamarosan ennek a szomszédnak a frusztrációja elfogy, azáltal, hogy nem kapja vissza a haragos reakciót, amire számít. A személytelen szeretet mindig legyőzi a gyűlöletet, ahogy Jézus is tanította, amikor azt mondta, hogy fordítsuk oda a másik arcunkat. A hátralévő tizenöt fejezet egy 1999-es előadássorozatra épül, amely a buddhista gyakorlóknak szándékozott segítséget nyújtani, hogy milyen módszerekkel használhatják az együttérzést és a bölcsességet a megvilágosodás felé vezető úton. Két tibeti buddhista szövegre épül: Kamalasíla (8. század) A meditáció középhosszú szakaszai - amely kihangsúlyozza az elemző és a fókuszáló meditáció fontosságát - valamint Togmaj Szangpo (14. század) A bodhiszattvák harminchét gyakorlata - amely a mások jólétét előtérbe helyező életmódról szól.
A tibeti buddhista tanító érvelésének középpontjában az áll, hogy minden ember boldog szeretne lenni és elkerülni a szenvedést. Ez olyan egocentrikus viselkedéshez vezethet, amelyből teljesen kimarad mások figyelembevétele. A könyv alcíme azonban elárulja, hogy az emberek valódi célja azonban nem ez. A dalai láma megosztja hallgatóságával azon nézetét, hogy az emberek néhány külső, felszínes eltérés ellenére, alapvetően (mentálisan, érzelmileg és fizikálisan) ugyanolyanok, és ha valami hatást gyakorol az egyik emberre, akkor az alapvetően érinteni fogja az összes embert. Minden új életünkben szembesülünk a saját karmánk (szándékkal elkövetett cselekedetek) következményeivel. Ennek igaz felismerése úgy történhet, ha megértjük, miképp hat egymásra a tudat és a különböző belső érzelmek a külső fizikai állapotunkkal. A könyv körvonalakban bemutatja a bodhiszattva ösvény különböző állomásait és a szükséges gyakorlatokat.

## Magyarul
- Nyitott szívvel. A szeretet és könyörületesség gyakorlása a mindennapokban; szerk. Nicholas Vreeland, utószó Khyongla Rato, Richard Gere írta, ford. Frigyik László; Trivium, Bp., 2003